# Amtsgericht Dieuze
Das Amtsgericht Dieuze war ein deutsches Amtsgericht mit Sitz in Dieuze in den Jahren 1879 bis 1918.

## Geschichte
Dieuze war Sitz eines französischen Friedensgerichts. Nach der Abtretung Elsass-Lothringens im Frieden von Frankfurt an das Deutsche Reich 1871 wurde die Gerichtsstruktur mit dem Gesetz, betreffend Abänderung der Gerichtsverfassung vom 14. Juli 1871 und der Ausführungsbestimmung hierzu vom gleichen Tag neu geregelt. Dabei wurden die Friedensgerichte beibehalten.
Im Rahmen der Reichsjustizgesetze wurden 1879 die Friedensgerichte im Reichsland Elsass-Lothringen aufgehoben und Amtsgerichte gebildet. Das Amtsgericht Dieuze war dem Landgericht Metz nachgeordnet.
Am Gericht bestand 1880 eine Richterstelle. Das Amtsgericht war ein kleines Amtsgericht im Landgerichtsbezirk.
Der Gerichtsbezirk umfasste 1895 den Kanton Dieuze mit 158 Quadratkilometern und 12.176 Einwohnern und 23 Gemeinden.
Nach der Abtretung Elsass-Lothringens an Frankreich nach dem Ersten Weltkrieg wurde das Amtsgericht Dieuze als „Tribunal cantonal Dieuze“ weitergeführt. Im Zweiten Weltkrieg wurde 1940 von der deutschen Besatzungsmacht die vorgefundene Gerichtsstruktur unter Verwendung deutscher Ortsnamen und Behördenbezeichnungen, hier also als Amtsgericht Duß, fortgeführt.